# Абдыллаев, Какагелди Бяшимович
Какагелди Бяшимович Абдыллаев (туркм. Kakageldy Bäşimowiç Abdyllaýew; 1966 год, Говшутбент, Туркменистан) — туркменский политик, бывший министр нефтегазовой промышленности и минеральных ресурсов Туркменистана и бывший глава концерна «Туркменгаз». Кандидат на должность Президента Туркменистана на выборах 2012 года.

## Биография
Абдыллаев родился в 1966 году в селе Говшутбент, ныне Марыйского велаята.
В 1983 году окончил среднюю школу и поступил в Туркменский политехнический институт.
В 1984—1986 годах проходил воинскую службу.
Продолжил обучение в 1990 году, окончив институт по специальности горный инженер.
Начал трудовой путь помощником буровика цеха подземного и капитального ремонта скважин управления «Марыгазчыкарыш» Государственного концерна «Туркменгаз». Впоследствии работал мастером, инженером в том же управлении, ведущим инженером отдела технической безопасности и охраны труда, ведущим инженером производственно-технологического отдела добычи газа и конденсата, с 2002 по 2009 годы — начальником отдела, главным технологом управления.
С 2009 года — начальник управления «Марыгазчыкарыш» Государственного концерна «Туркменгаз».
В начале 2012 года был назначен заместителем главы «Туркменгаза».
27 мая 2012 года назначен Министром нефтегазовой промышленности Туркменистана.
11 января 2013 года назначен председателем Государственного концерна «Туркменгаз», 10 января 2013 года освобождён от должности в связи с переходом на другую работу.
Член Демократической партии Туркменистана с 1992 года.

### Семья
Женат, имеет четверых детей.

## Участие в президентских выборах
29 декабря 2011 года зарегистрирован в качестве претендента на должность Президента Туркменистана. 11 января 2012 года выступил с предвыборной программой во Дворце культуры Рухабатского этрапа Ахалского велаята перед избирателями. На выборах набрал 0,16% голосов.